# Psicocirugía
La psicocirugía es cualquier neurocirugía con el fin de tratar enfermedades mentales. Se usa en pacientes que no mejoran con los psicofármacos o que mantienen niveles altos de agresividad (autoagresividad o a terceros).
Con la progresiva posibilidad de la cirugía estereotáxica (microcirugía localizada), se han hecho intervenciones en las zonas relacionadas con la agresividad o para anular cuadros psicóticos graves, con relativo éxito.